# Aalborg

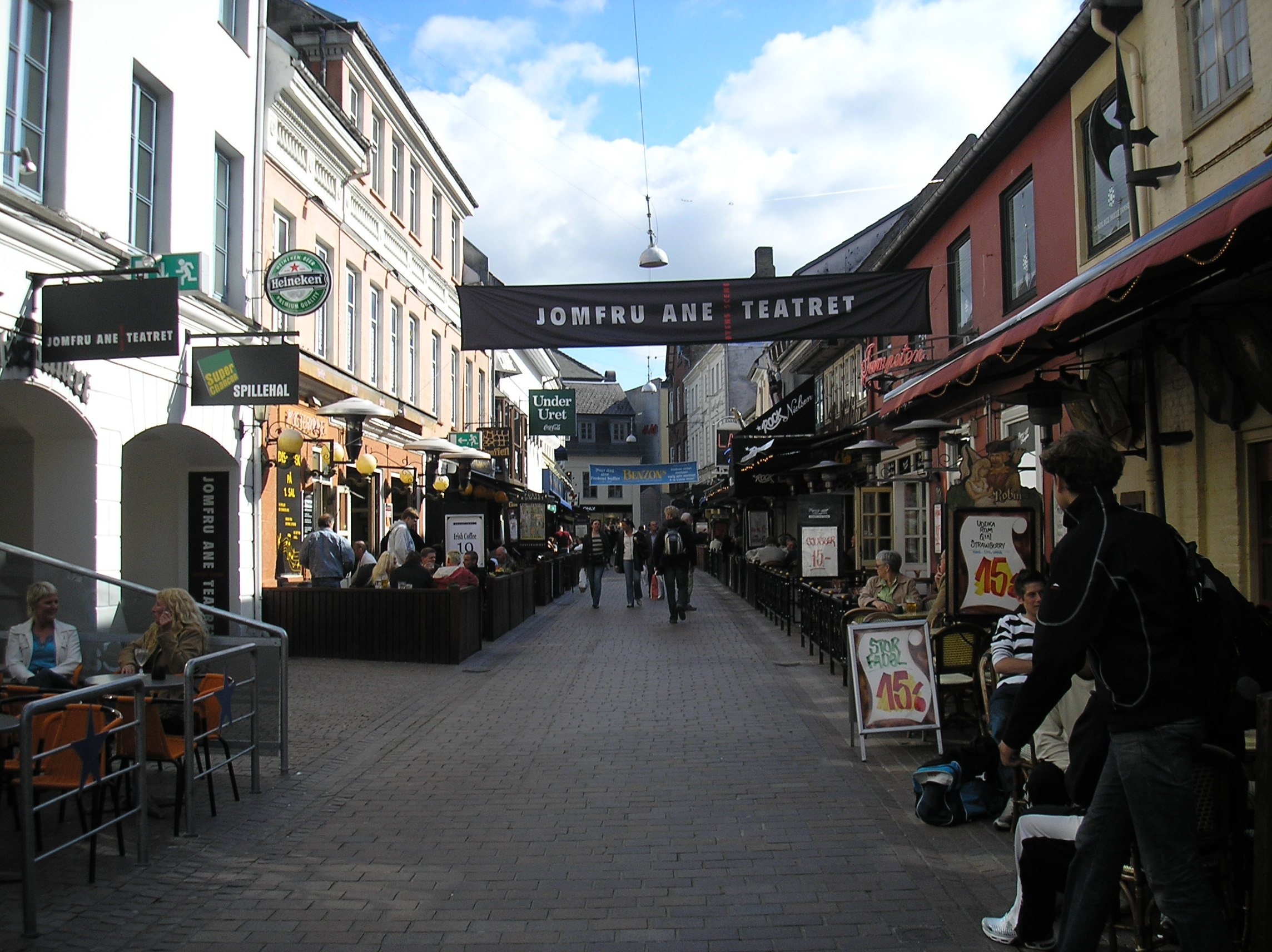
Đường phố Jomfru Ane.

Aalborg (phát âmⓘ; /ˈʌlb̥ɒːˀ/) là thành phố lớn thứ tư của Đan Mạch (sau Copenhagen, Aarhus và Odense). Aalborg nằm trên bờ phía nam Vịnh hẹp Limfjorden ở phần phía bắc bán đảo Jutland. Aalborg có 121.540 cư dân (năm 2006) và có 1 trường đại học (lập năm 1974), 1 sân bay ở cách thành phố khoảng trên 6 km và 1 Căn cứ Không quân cách chừng 10 km.

## Lịch sử
Aalborg là nơi cư ngụ của các người Viking từ trên 1.000 năm trước, do vị trí thuận lợi cho việc giao thương buôn bán vì nằm bên bờ Vịnh hẹp Limfjorden. 

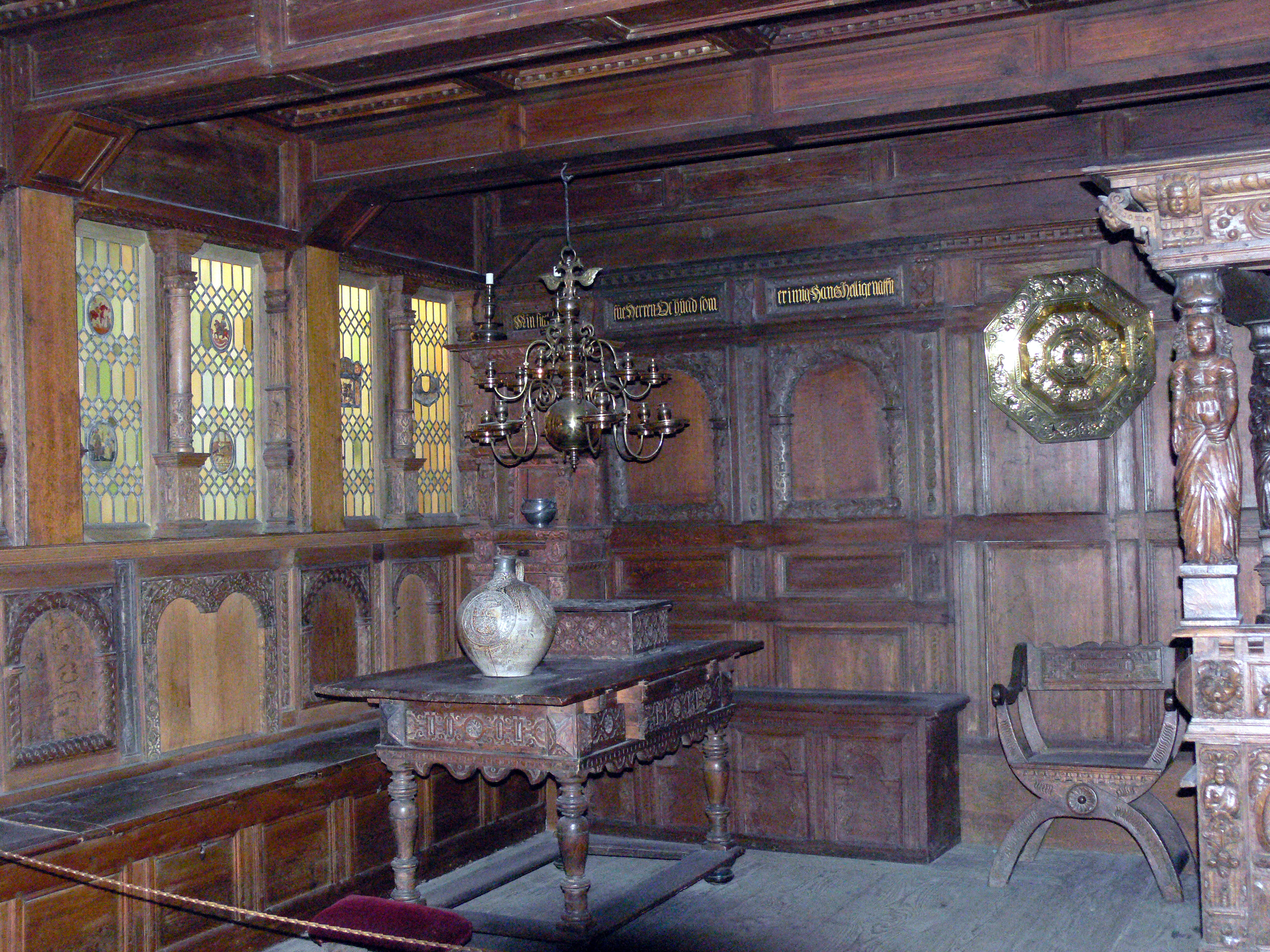
Phòng có các ô ván Aalborg, nửa đầu thế kỷ 17 (Nhà bảo tàng quốc gia, Copenhagen)

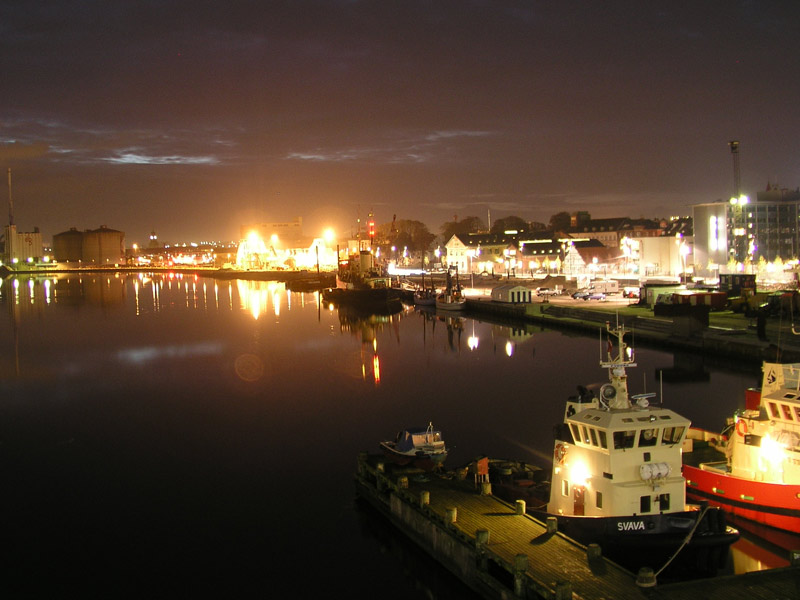
Mặt tiền cảng Aalborg, phía đông Limfjordsbroen

Trong thời trung cổ, Aalborg phát triển thịnh vượng và là một trong các thành phố lớn nhất Đan Mạch. Sự thịnh vượng được tăng lên khi năm 1516 Aalborg được cấp độc quyền buôn bán cá trích muối. Việc đánh bắt cá trích đã nối giao thương giữa Aalborg với bờ phía đông nước Anh ngang qua Bắc Hải.
Aalborg được cấp đặc quyền thương trấn năm 1342 và năm 1554 trở thành trụ sở giáo phận (Quốc giáo).
Aalborg bị Thụy Điển chiếm đóng từ 1643-1658 trong cuộc chiến tranh với Thụy Điển tới khi ký Hòa ước Copenhagen (1658).
Trong thế chiến thứ hai, Sân bay và thành phố Aalborg bị lính nhảy dù Đức quốc xã chiếm đóng rất sớm, vì Sân bay đó là vị trí chiến lược để bay tới Na Uy.
Hội nghị đầu tiên về Các thành phố phát triển bền vững (Sustainable Cities and Towns) của châu Âu được tổ chức ở Aalborg năm 1994. Hội nghị này thông qua Hiến chương Aalborg (Aalborg Charter) (http://ec.europa.eu/environment/urban/pdf/aalborg_charter.pdf), làm khuôn khổ cho việc phát triển các thành phố địa phương và kêu gọi các giới chức địa phương tham gia vào tiến trình Agenda 21.
Hội nghị lần thứ 4 về các thành phố châu Âu phát triển bền vững ("Aalborg +10": http://www.aalborgplus10.dk/), cũng tổ chức ở Aalborg năm 2004, chấp nhận Các cam kết ràng buộc Aalborg +10 (Aalborg +10 Commitments). Các cam kết ràng buộc này là bước tiến quan trọng dẫn tới việc phát triển đô thị bền vững từ lời nói sang hành động.

## Khí hậu
| Dữ liệu khí hậu của Aalborg (1971–2000)                  | Dữ liệu khí hậu của Aalborg (1971–2000) | Dữ liệu khí hậu của Aalborg (1971–2000) | Dữ liệu khí hậu của Aalborg (1971–2000) | Dữ liệu khí hậu của Aalborg (1971–2000) | Dữ liệu khí hậu của Aalborg (1971–2000) | Dữ liệu khí hậu của Aalborg (1971–2000) | Dữ liệu khí hậu của Aalborg (1971–2000) | Dữ liệu khí hậu của Aalborg (1971–2000) | Dữ liệu khí hậu của Aalborg (1971–2000) | Dữ liệu khí hậu của Aalborg (1971–2000) | Dữ liệu khí hậu của Aalborg (1971–2000) | Dữ liệu khí hậu của Aalborg (1971–2000) | Dữ liệu khí hậu của Aalborg (1971–2000) |
| Tháng                                                    | 1                                       | 2                                       | 3                                       | 4                                       | 5                                       | 6                                       | 7                                       | 8                                       | 9                                       | 10                                      | 11                                      | 12                                      | Năm                                     |
| -------------------------------------------------------- | --------------------------------------- | --------------------------------------- | --------------------------------------- | --------------------------------------- | --------------------------------------- | --------------------------------------- | --------------------------------------- | --------------------------------------- | --------------------------------------- | --------------------------------------- | --------------------------------------- | --------------------------------------- | --------------------------------------- |
| Cao kỉ lục °C (°F)                                       | 10.5 (50.9)                             | 11.5 (52.7)                             | 18.8 (65.8)                             | 25.5 (77.9)                             | 27.5 (81.5)                             | 30.9 (87.6)                             | 32.1 (89.8)                             | 34.4 (93.9)                             | 25.8 (78.4)                             | 22.3 (72.1)                             | 15.2 (59.4)                             | 11.2 (52.2)                             | 34.4 (93.9)                             |
| Trung bình ngày tối đa °C (°F)                           | 2.4 (36.3)                              | 2.6 (36.7)                              | 5.3 (41.5)                              | 10.0 (50.0)                             | 15.5 (59.9)                             | 18.6 (65.5)                             | 20.7 (69.3)                             | 20.4 (68.7)                             | 16.0 (60.8)                             | 11.5 (52.7)                             | 6.7 (44.1)                              | 3.7 (38.7)                              | 11.1 (52.0)                             |
| Trung bình ngày °C (°F)                                  | 0.2 (32.4)                              | 0.3 (32.5)                              | 2.3 (36.1)                              | 5.9 (42.6)                              | 10.9 (51.6)                             | 14.0 (57.2)                             | 16.0 (60.8)                             | 15.7 (60.3)                             | 12.2 (54.0)                             | 8.5 (47.3)                              | 4.2 (39.6)                              | 1.6 (34.9)                              | 7.6 (45.7)                              |
| Tối thiểu trung bình ngày °C (°F)                        | −2.4 (27.7)                             | −2.3 (27.9)                             | −0.7 (30.7)                             | 1.9 (35.4)                              | 6.3 (43.3)                              | 9.8 (49.6)                              | 11.9 (53.4)                             | 11.4 (52.5)                             | 8.5 (47.3)                              | 5.1 (41.2)                              | 1.5 (34.7)                              | −1 (30)                                 | 4.2 (39.6)                              |
| Thấp kỉ lục °C (°F)                                      | −25.2 (−13.4)                           | −19.4 (−2.9)                            | −25.6 (−14.1)                           | −8.1 (17.4)                             | −2.1 (28.2)                             | 2.0 (35.6)                              | 4.2 (39.6)                              | 3.7 (38.7)                              | −2.3 (27.9)                             | −5.8 (21.6)                             | −16.4 (2.5)                             | −23.0 (−9.4)                            | −25.6 (−14.1)                           |
| Lượng Giáng thủy trung bình mm (inches)                  | 45.8 (1.80)                             | 29.6 (1.17)                             | 37.8 (1.49)                             | 30.8 (1.21)                             | 42.3 (1.67)                             | 55.5 (2.19)                             | 51.4 (2.02)                             | 58.1 (2.29)                             | 71.3 (2.81)                             | 66.4 (2.61)                             | 56.3 (2.22)                             | 52.8 (2.08)                             | 600.1 (23.63)                           |
| Số ngày giáng thủy trung bình (≥ 0.1 mm)                 | 16.5                                    | 12.8                                    | 14.9                                    | 11.5                                    | 11.1                                    | 12.0                                    | 11.5                                    | 12.6                                    | 15.3                                    | 16.2                                    | 17.7                                    | 17.3                                    | 169.3                                   |
| Số ngày tuyết rơi trung bình                             | 7.0                                     | 5.2                                     | 4.3                                     | 1.3                                     | 0.0                                     | 0.0                                     | 0.0                                     | 0.0                                     | 0.0                                     | 0.1                                     | 2.0                                     | 4.8                                     | 24.6                                    |
| Độ ẩm tương đối trung bình (%)                           | 89                                      | 87                                      | 84                                      | 76                                      | 73                                      | 75                                      | 74                                      | 76                                      | 80                                      | 84                                      | 87                                      | 89                                      | 81                                      |
| Nguồn: Danish Meteorological Institute (độ ẩm 1961–1990) |                                         |                                         |                                         |                                         |                                         |                                         |                                         |                                         |                                         |                                         |                                         |                                         |                                         |

## Giao thông

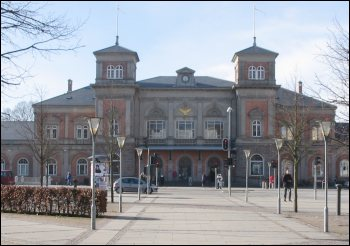
Nhà ga xe lửa Aalborg nhìn từ Quảng trường J. F. Kennedys.

Sân bay Aalborg là sân bay của thành phố, nằm ở bờ bên kia Vịnh hẹp Limfjorden, cách Aalborg khoảng trên 6 km. Thành phố cũng có nhà ga xe lửa ở gần Quảng trường J.F.Kennedy và xa lộ châu Âu E45 từ Phần Lan tới Ý cũng chạy qua thành phố

## Ngày hội Aalborg

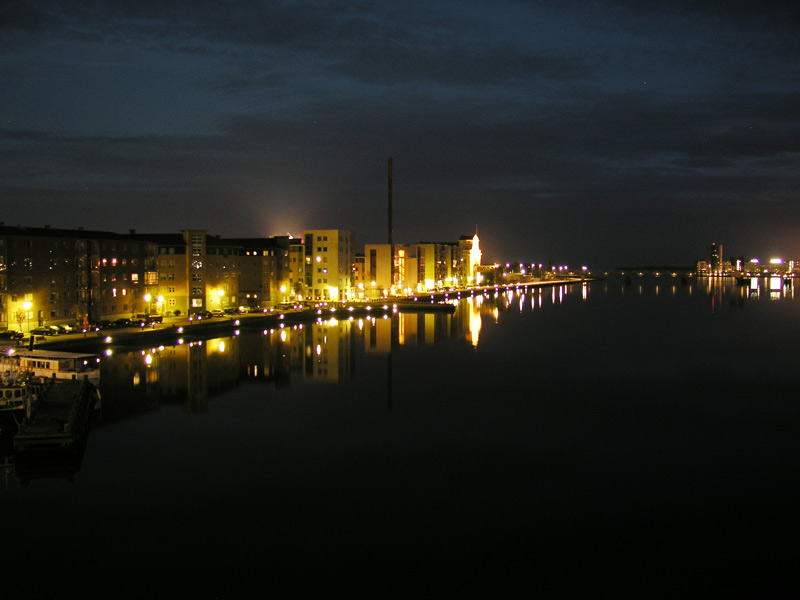
Mặt tiền cảng Aalborg, phía tây Limfjordsbroen

Ngày hội Aalborg hàng năm Carnival in Aalborg diễn ra vào cuối tuần thứ 21 (thường là tuần cuối tháng Năm). Trong thời gian này Aalborg đón tiếp khoảng 100.000 người tới tham dự. Ngày thứ Bảy lễ hội thường có nhiều cuộc trình diễn nhạc suốt ngày tới nửa đêm và kết thúc bằng 1 cuộc đốt pháo bông đẹp mắt.

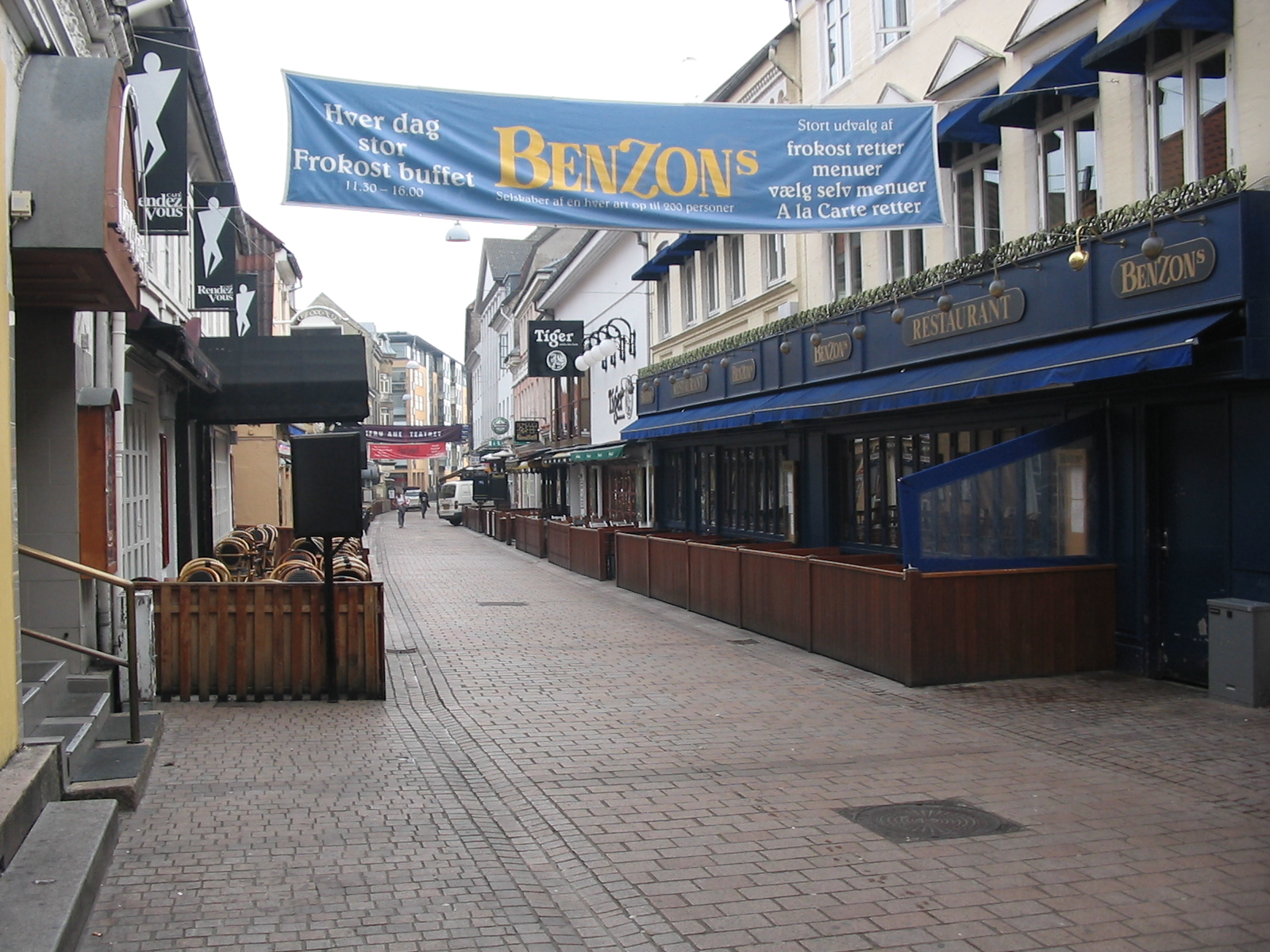
Đường phố Jomfru Ane, 2006.

## Đường phố Jomfru Ane
Một trong các đường phố nổi tiếng và được ưa chuộng ở Aalborg - và có thể của cả Đan Mạch và một phần nào Na Uy, Thụy Điển và Đức - là đường phố Jomfru Ane (đường phố Trinh nữ Ane). Các quán rượu, tiệm ăn, quán cà phê mở cửa ban ngày. Ban đêm trở thành các quán Disco, quán Bar và hộp đêm với các khách hàng mọi lứa tuổi.

## Các thành phố kết nghĩa
Aalborg có 27 thành phố kết nghĩa khắp thế giới và là thành phố Đan Mạch có nhiều thành phố kết nghĩa nhất.  Lưu trữ ngày 14 tháng 11 năm 2007 tại Wayback Machine . Mỗi 4 năm Aalborg lại tổ chức 1 tuần thể thao cho các thanh niên của các thành phố kết nghĩa gọi là Ungdomslegene (The Youth Games).
| - Almere, Hà Lan. - Antibes, Pháp. - Büdelsdorf, Đức. - Edinburgh, Vương quốc Anh. - Fredrikstad, Na Uy. - Fuglafjørður, Quần đảo Faroe. - Galway, Ireland. - Gdynia, Ba Lan. - Haifa, Israel. - Hợp Phì, Trung Quốc. - Húsavík, Iceland. - Innsbruck, Áo. - Karlskoga, Thụy Điển. - Lancaster, Vương quốc Anh. | - Nuuk, Greenland. - Pushkin, Nga. - Racine, Hoa Kỳ. - Rapperswil, Thụy Sĩ. - Rendsburg, Đức. - Riga, Latvia. - Riihimäki, Phần Lan. - Scoresbysund, Greenland. - Solvang, Hoa Kỳ. - Tulcea, România. - Varna, Bulgaria. - Vilnius, Litva. - Wismar, Đức. |

## Thể thao
Thành phố có 1 câu lạc bộ bóng đá gọi là Aalborg Boldspilklub, viết tắt là AaB, chơi ở giải siêu hạng Đan Mạch. Câu lạc bộ này đã đoạt chức vô địch Đan Mạch các mùa bóng 1994-95, 1998-99 và mùa bóng 2007-08. Câu lạc bộ này cũng đã tranh giải UEFA Champions League mùa 1995-96 và 2008-09.